# Vesinh de Leveson
Vesinh de Leveson (en francès Vézins-de-Lévézou) és un municipi francès situat al departament de l'Avairon i a la regió d'Occitània.

## Demografia
| 1962                                       | 1968  | 1975 | 1982 | 1990 | 1999 | 2006 |
| ------------------------------------------ | ----- | ---- | ---- | ---- | ---- | ---- |
| 963                                        | 1.004 | 879  | 809  | 699  | 634  | 643  |
| Des de 1962: població sense dobles comptes |       |      |      |      |      |      |

## Administració
| Període   | Identitat    | Partit |
| --------- | ------------ | ------ |
| 2001-2008 | Paul Vergely |        |
| 2008-     | Arnaud Viala | UMP    |